# Avia BH-1
Die Avia BH-1 war ein tschechoslowakisches Sportflugzeug von 1920. Sie war das erste Modell des 1919 gegründeten Flugzeugbauunternehmens Avia Akciová Společnost Pro Průmysl Letecký und gleichzeitig des Entwicklungsteams Beneš/Hajn. Es entstanden drei verschiedene Ausführungen.

## Entwicklung
Erstes Modell war die einsitzige BH-1 Exprevit, die 1920 erstmals flog. Ausgelegt war sie als einmotoriger Tiefdecker aus Holz mit je zwei Streben pro Seite, welche die Tragflächen am Rumpf abstützten. Die Spannweite betrug 10,08 m, die Länge 5,86 m. Als Antrieb diente ein Motorradmotor mit 22 kW (30 PS) von Daimler. Sie wurde der Öffentlichkeit im selben Jahr bei der Prager Luftfahrtschau vorgestellt.
Ebenfalls 1920 entstand die BH-1 mit verändertem Leitwerk, wobei das Seitenruder weggelassen wurde. Beide Typen blieben Versuchsmuster.
Als letztes erschien die etwas kürzere BH-1bis. Sie war für zwei Piloten ausgelegt und wurde von einem Gnôme-Omega-Triebwerk angetrieben. Sie machte 1921 bei diversen Schaufliegen auf sich aufmerksam.
Beneš und Hajn begründeten mit der BH-1 ihre Serie moderner Eindecker, die einiges Aufsehen erregte und mit der BH-16 von 1924 ihren Abschluss fand. Mit ihren Flugzeugen begann der Kunstflug in der ČSR.

## Technische Daten

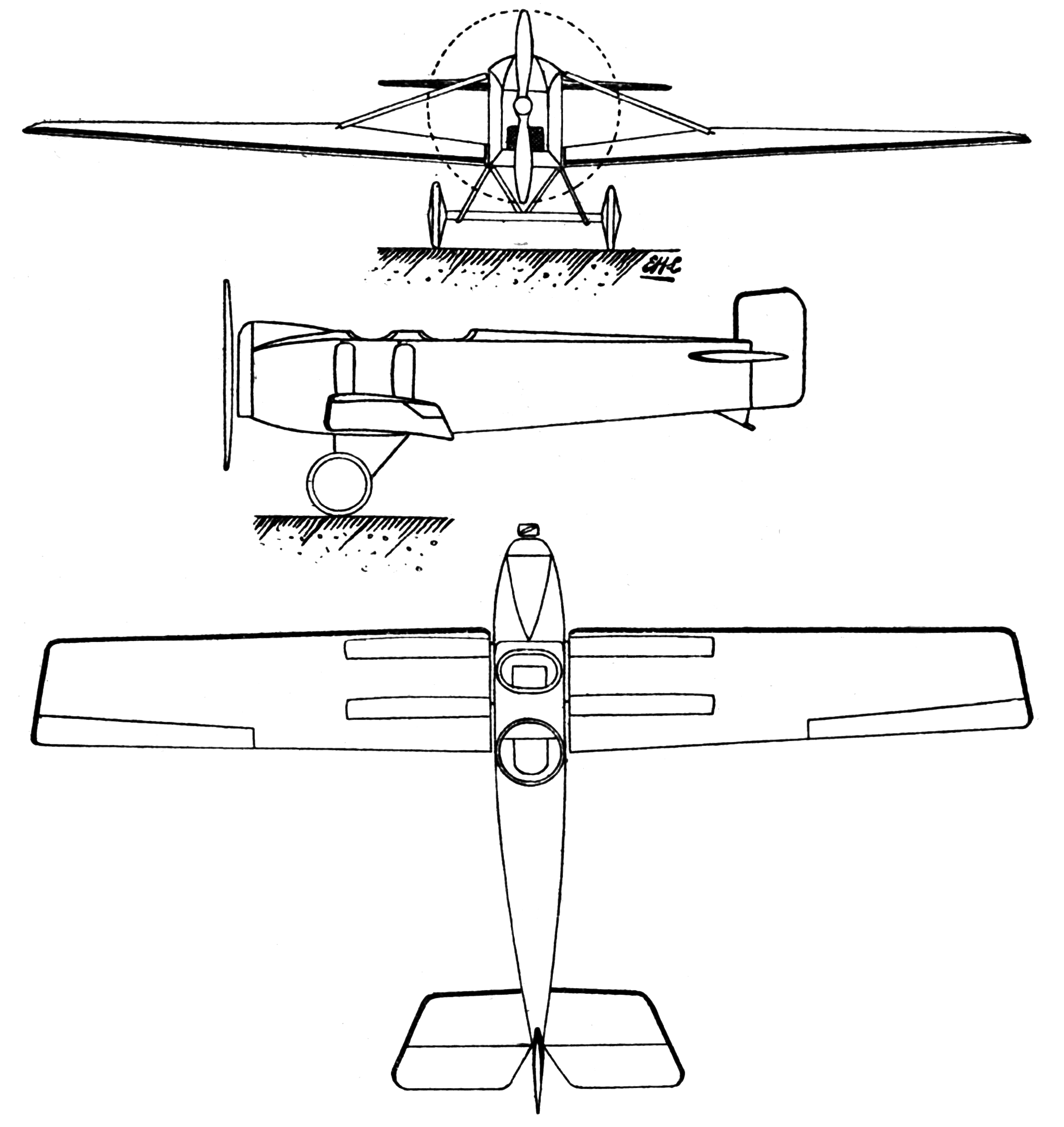
Dreiseitenansicht

| Kenngröße             | Daten                                       |
| --------------------- | ------------------------------------------- |
| Konzeption            | Sportflugzeug                               |
| Konstrukteure         | Pavel Beneš / Miroslav Hajn                 |
| Hersteller            | Avia Akciová Společnost Pro Průmysl Letecký |
| Baujahr               | 1920                                        |
| Besatzung             | 2                                           |
| Flügelspannweite      | 10,08 m                                     |
| Länge                 | 5,70 m                                      |
| Flügelfläche          | 10,40 m²                                    |
| Flügelstreckung       | 9,8                                         |
| Leermasse             | 270 kg                                      |
| Startmasse            | 490 kg                                      |
| Antrieb               | ein Gnôme Omega                             |
| Leistung              | 36 kW (49 PS)                               |
| Höchstgeschwindigkeit | 137 km/h                                    |
| Dienstgipfelhöhe      | 3500 m                                      |